# 구다라노 가나와리
구다라노 가와나리(일본어: 百済河成 쿠다라 노 카와나리[*], 782년 ~ 853년 9월 30일)는 헤이안 시대의 귀족이자 화가, 작가, 문인이다. 부여시선의 후손으로, 본명은 여씨였으나 740년 백제조신의 작위를 받고 구다라 씨로 개성하였다. 관직은 종오위하에 이르렀다.
다이토 연간에 좌근위부의 무사로 활동했으며, 그림을 잘 그려 일본 황궁에 수시로 초빙되었다. 특히 그는 산천초목을 정밀하게 잘 그렸으며, 궁중 시종의 얼굴을 잘 그려서 황궁에 출입하게 되었다. 823년에는 권소목을 잘 그렸다. 833년(천장 10년)에는 외종오위하(外從五位下)에 서위되었다. 845년 다시 종오위하에 서위되었다.
840년 6월 22일에는 닌묘 천황으로부터 형 여복성(余福成)과 함께 백제조신의 작위를 하사받고, 이후 여씨에서 백제씨로 성을 개명하였다. 853년 9월 30일에 사망하였으며 일설에는 8월 24일에 사망했다고도 한다.

## 같이 보기
- 본조화사
- 대일본사